# Grande Prêmio do México de 1967
Resultados do Grande Prêmio do México de Fórmula 1 realizado na Cidade do México à 22 de outubro de 1967. Décima primeira e última etapa da temporada, teve como vencedor o britânico Jim Clark e entrou para a história graças ao título mundial conquistado pelo neozelandês Denny Hulme.

## Classificação da prova
| Pos. | Nº | Piloto               | Construtor      | Voltas | Tempo/Diferença        | Grid | Pontos |
| ---- | -- | -------------------- | --------------- | ------ | ---------------------- | ---- | ------ |
| 1    | 5  | Jim Clark            | Lotus-Ford      | 65     | 1:59:28.70             | 1    | 9      |
| 2    | 1  | Jack Brabham         | Brabham-Repco   | 65     | + 1:25.36              | 5    | 6      |
| 3    | 2  | Denny Hulme          | Brabham-Repco   | 64     | + 1 volta              | 6    | 4      |
| 4    | 3  | John Surtees         | Honda           | 64     | + 1 volta              | 7    | 3      |
| 5    | 8  | Mike Spence          | BRM             | 63     | + 2 voltas             | 11   | 2      |
| 6    | 21 | Pedro Rodríguez      | Cooper-Maserati | 63     | + 2 voltas             | 13   | 1      |
| 7    | 22 | Jean-Pierre Beltoise | Matra-Ford      | 63     | + 2 voltas             | 14   |        |
| 8    | 12 | Jonathan Williams    | Ferrari         | 63     | + 2 voltas             | 16   |        |
| 9    | 9  | Chris Amon           | Ferrari         | 62     | Pane seca              | 2    |        |
| 10   | 16 | Jo Bonnier           | Cooper-Maserati | 61     | + 4 voltas             | 17   |        |
| 11   | 19 | Guy Ligier           | Brabham-Repco   | 61     | + 4 voltas             | 19   |        |
| 12   | 15 | Jo Siffert           | Cooper-Maserati | 59     | Superaquecimento       | 10   |        |
| Ret  | 14 | Bruce McLaren        | McLaren-BRM     | 45     | Pressão do óleo        | 8    |        |
| Ret  | 17 | Chris Irwin          | BRM             | 33     | Vazamento de óleo      | 15   |        |
| Ret  | 7  | Jackie Stewart       | BRM             | 24     | Motor                  | 12   |        |
| Ret  | 6  | Graham Hill          | Lotus-Ford      | 18     | Semieixo               | 4    |        |
| Ret  | 18 | Moisés Solana        | Lotus-Ford      | 12     | Suspensão              | 9    |        |
| Ret  | 11 | Dan Gurney           | Eagle-Weslake   | 4      | Radiador               | 3    |        |
| Ret  | 10 | Mike Fisher          | Lotus-BRM       | 0      | Sistema de combustível | 18   |        |

## Tabela do campeonato após a corrida
|   | Pos. | Piloto       | Pontos  |
| - | ---- | ------------ | ------- |
|   | 1    | Denny Hulme  | 51      |
|   | 2    | Jack Brabham | 46 (48) |
|   | 3    | Jim Clark    | 41      |
| 1 | 4    | John Surtees | 20      |
| 1 | 5    | Chris Amon   | 20      |

|   | Pos. | Construtor      | Pontos  |
| - | ---- | --------------- | ------- |
|   | 1    | Brabham-Repco   | 63 (67) |
|   | 2    | Lotus-Ford      | 44      |
|   | 3    | Cooper-Maserati | 28      |
| 1 | 4    | Honda           | 20      |
| 1 | 5    | Ferrari         | 20      |

- Nota: Somente as primeiras cinco posições estão listadas. Cada piloto computaria cinco de seis resultados na primeira metade do campeonato e quatro de cinco na segunda metade. Neste ponto esclarecemos: na tabela dos construtores figurava somente o melhor colocado dentre os carros de um time. No presente caso os campeões da temporada surgem destacados em negrito.